# Canagasabapathy Visuvalingam Vigneswaran
Canagasabapathy Visuvalingam Vigneswaran, (tamoul : கனகசபாபதி விசுவலிங்கம் விக்னேஸ்வரன், Kaṉakacapāpati Vicuvaliṅkam Vikṉēsvaraṉ; né le 23 octobre 1939 à Colombo), est avocat, juge et homme politique tamoul du Sri Lanka.
Il a été magistrat de la Cour de district, de la Haute Cour, de la Cour d'appel et enfin de la Cour suprême. Il est l'actuel Premier Ministre de la Province du Nord.

## Vie privée

### Famille
Vigneswaran est née dans le quartier Hulftsdorp à Colombo, dans une famille où il a eu deux sœurs. Ses parents sont nés à Manipay au nord de Ceylan. Son père, Canagasabapathy, était un fonctionnaire public qui travaillait dans plusieurs régions du pays, et son grand-père était un cousin des 2 hommes d'état les plus connus de leurs époques Ponnambalam Ramanathan et Ponnambalam Arunachalam.
L'un des fils de Vigneswaran est marié à la fille de l'ancien ministre Vasudeva Nanayakkara. Son autre fils est marié à la nièce de l'ancien député Keseralal Gunasekera.

### Enfance
À cause du travail de son père, la famille de Vigneswaran déménageait souvent. Vigneswaran passa les neuf premières années de sa vie à Kurunegala et étudia au Christchurch College. Puis la famille a ensuite déménagé à Anuradhapura où Vigneswaran a travaillé au couvent de la Sainte-Famille. Vigneswaran a rejoint le Collège royal de Colombo à l'âge de 11 ans.Après l'école, Vigneswaran a obtenu un BA de l'Université de Londres et un LLB de l'Université de Ceylan. Il a ensuite rejoint Ceylan Law College, qualifiant en tant que surveillant et avocat. Il a été président du Syndicat des étudiants en droit du collège en 1962.